# Рассказы в картинках

«Расска́зы в карти́нках» — детская книжка с картинками (книжка-альбом) советского художника Николая Радлова. Впервые опубликована в 1937 году, впоследствии многократно переиздавалась в различных вариантах (с подписями к картинкам и без них, с разным набором картинок).

## История

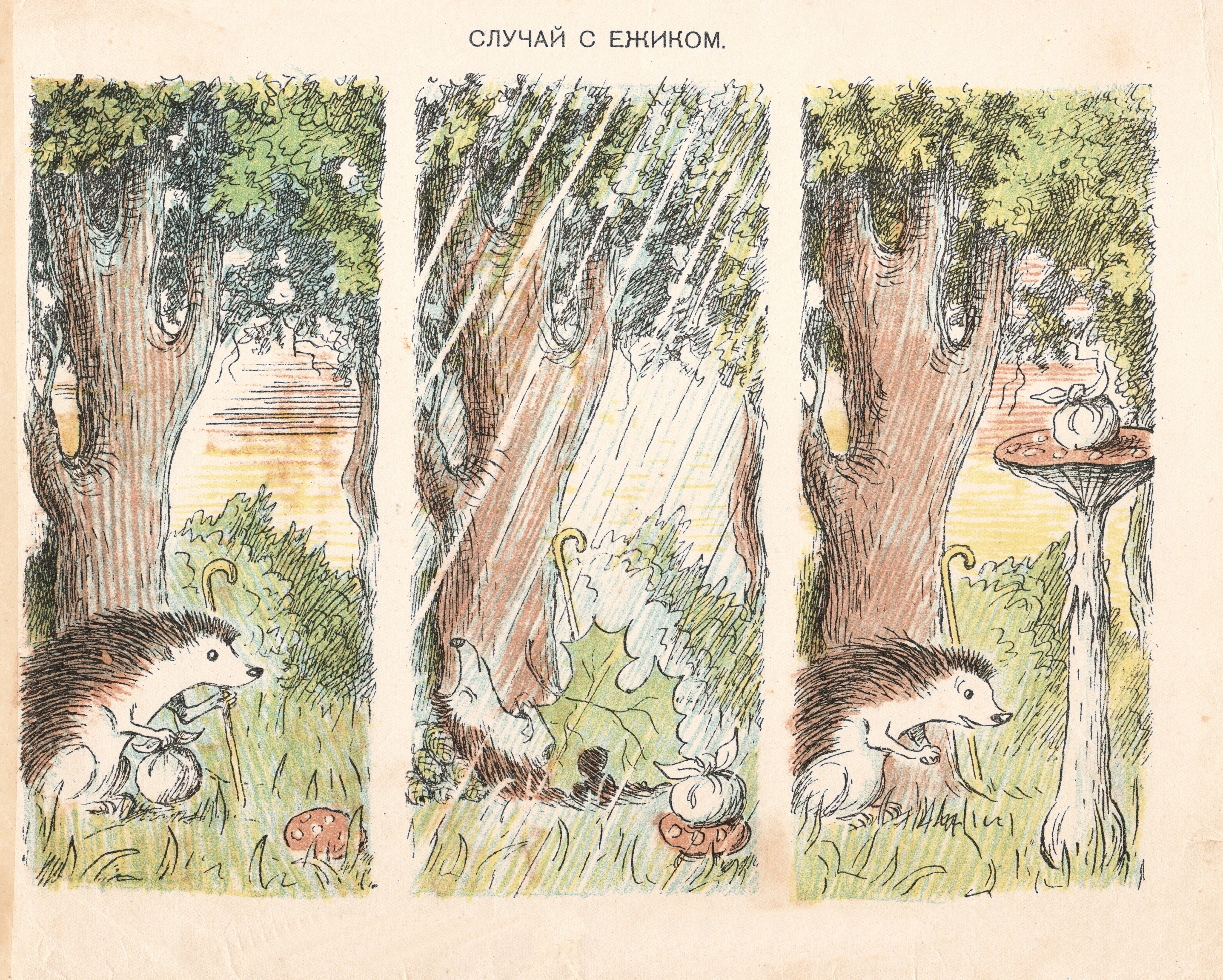
Случай с ёжиком

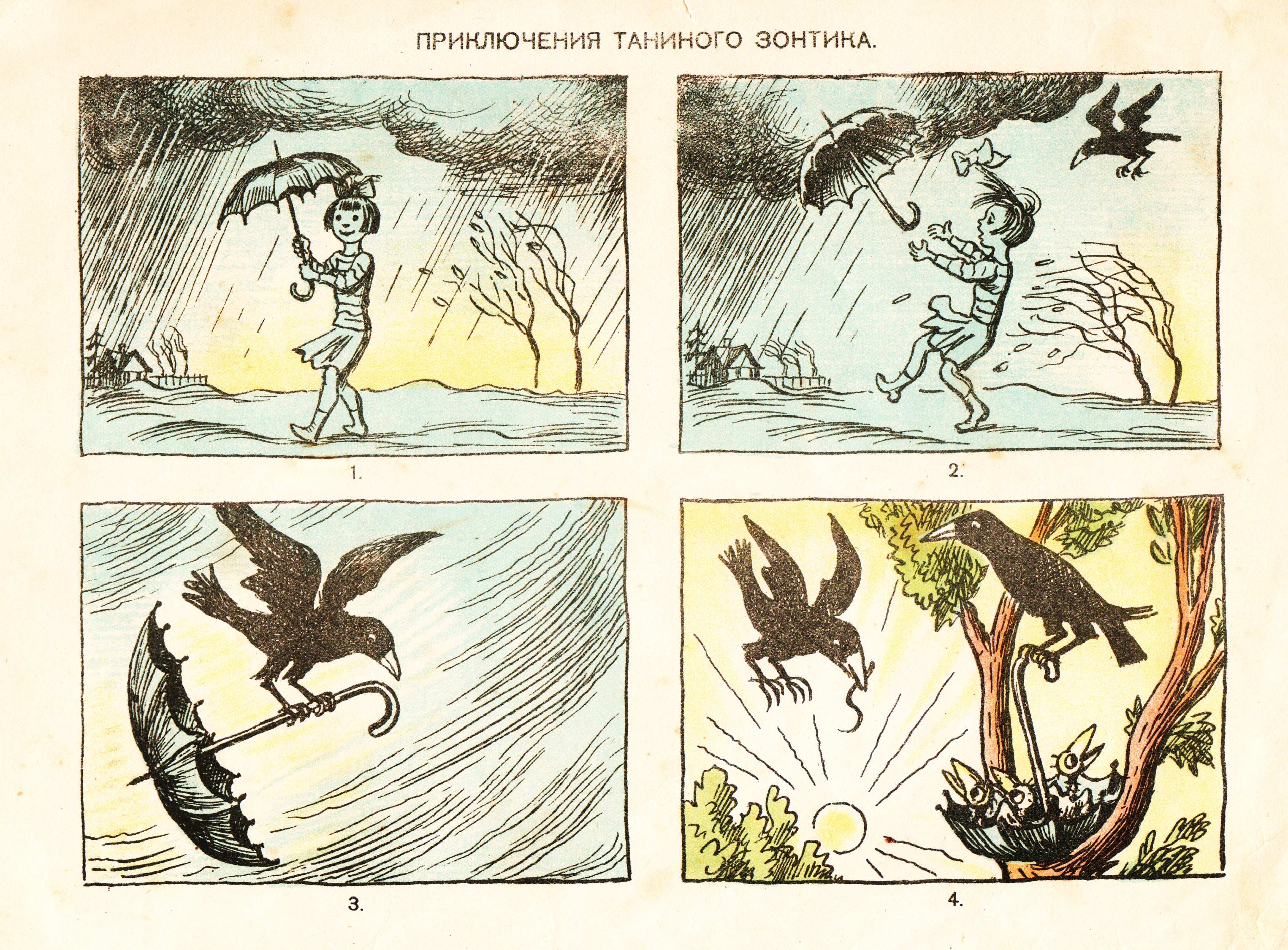
Приключения Таниного зонтика

Книга была опубликована в 1937 году «Детиздатом». Каждая страница (или разворот) альбома представляла собой небольшую историю в картинках наподобие комикса. Картинки сопровождались небольшими стихотворными подписями, комментирующими сюжет. Так, например, рассказ «Случай с ёжиком» состоит из трёх картинок: на первой ёж подходит с узелком к дереву, возле которого растёт маленький грибок, на второй ёж отдыхает под деревом, положив узелок на шляпку гриба, при этом идёт дождь, на третьей ёж просыпается и не может найти узелок, который теперь находится гораздо выше него на выросшем после дождя мухоморе («Может, ветер сильно дунул / И унёс мой узелок? / Уж я думал, думал, думал / Но додуматься не мог»). Рассказ без подписей «Приключения Таниного зонтика» состоит из четырёх картинок: 1) девочка идёт под зонтом, 2) ветер вырывает зонт из её рук и уносит его, 3) ворона хватает в воздухе зонт и летит с ним, 4) в перевёрнутом зонте устроено гнездо ворон на дереве, там сидят воронята, а ворона подлетает к ним с червяком в клюве.
В выходных данных 1-го издания указано: «Темы на страницах 4, 7, 9, 13, 15, 27, 30, 31, 40 заимствованы из книги Рабье „Звери развлекаются“».
Авторами подписей были Даниил Хармс, Нина Гернет и Наталья Дилакторская. Интересно, что во 2-м издании книги (1940 год) авторы текста не были указаны, поскольку Н. И. Дилакторская в то время находилась в лагерях.

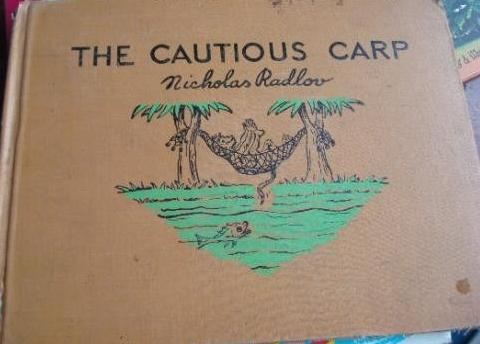
Обложка американского издания 1938 года

В 1938 году «Рассказы в картинках» были изданы в Нью-Йорке на английском языке под названием «Осторожный карп и другие басни в картинках» (англ. The cautious carp and other fables in pictures) и получили вторую премию на международном конкурсе детской книги в США. Книга вошла в список лучших книг года в детском журнале The Horn Book Magazine.
В последующие годы книга издавалась в СССР большими тиражами в альбомных форматах и как книжка-малютка, с сопроводительным текстом и без. В годы Великой Отечественной войны отдельные рисунки из сборника печатались на листовках.
В 1980-е годы издательства «Прогресс» и «Радуга» осуществило перевод книги Радлова на множество языков Европы и Азии: она вышла на английском, немецком, французском, нидерландском, испанском, португальском, румынском, чешском, словацком, арабском, персидском, монгольском, лаосском, кхмерском, хинди, бенгали, маратхи, дари, урду, гуджарати, непали, ория, каннада, малаялам.
В 2010 году книга была переиздана издательством «Мелик-Пашаев», причём в издание вошли все рисунки, созданные Радловым для «Рассказов в картинках». Текст подписей при этом намеренно был исключён из издания.

## Художественные особенности
Как отмечает М. Иоффе, в рисунках Радлова, в том числе изображениях животных, всегда проявлялся «гуманизм художника — его любовь и внимание к людям. В радловских зверях ребята всегда могли почувствовать, узнать человеческие характеры, человеческие переживания, настроения» :

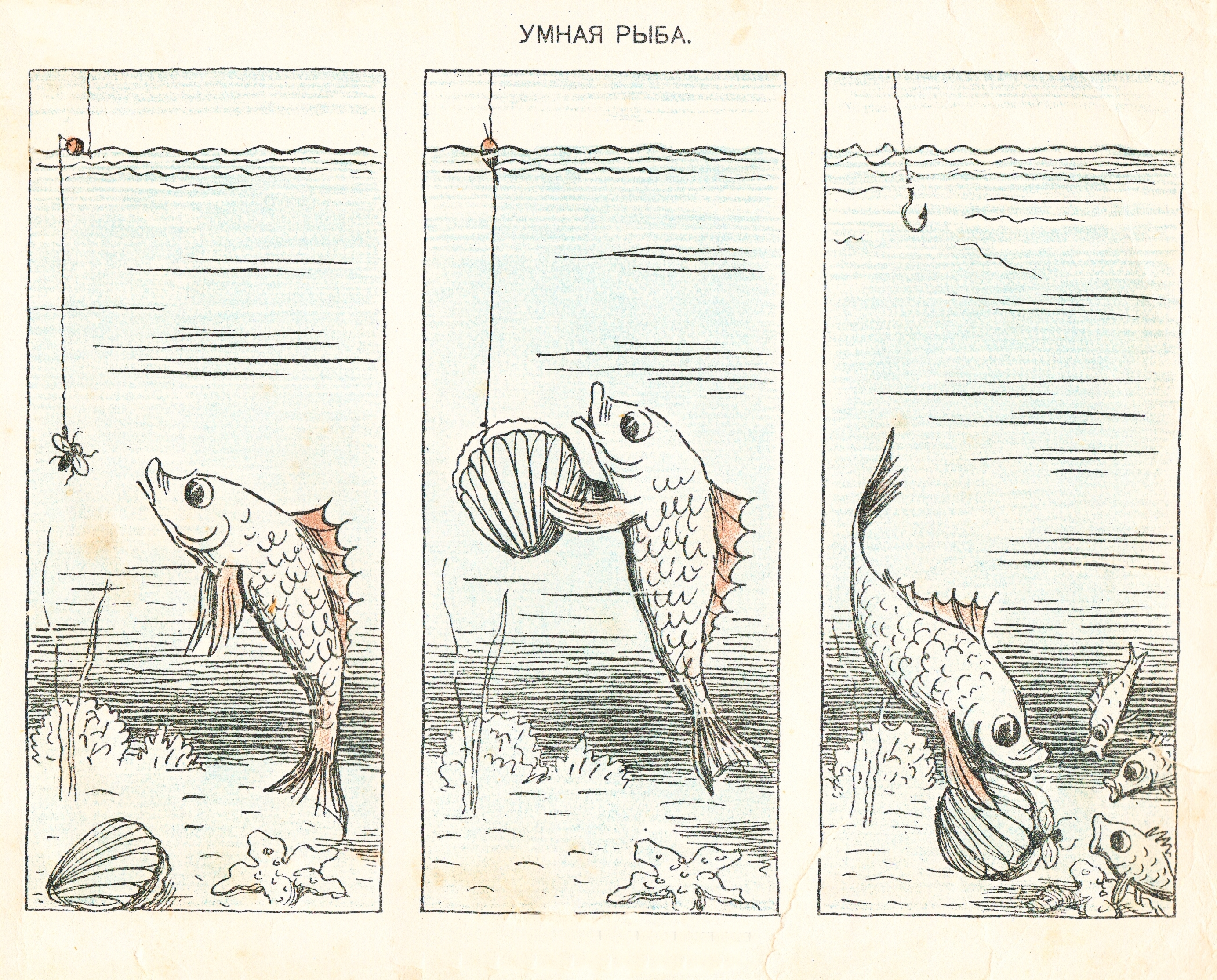
Сюжет про умную рыбу из книги Радлова

В статье «Мастера весёлой книги» О. Гурьян сравнивает рисунки Радлова «Умная рыба» из сборника «Рассказы в картинках» с рисунками Рабье, у которого Николай Эрнестович заимствовал эту тему (о чём он сам сообщал на обороте титульного листа своего сборника). «В книге Рабье имеются только первые два рисунка: хитрый карп ракушкой снимает с крючка приглянувшуюся ему муху. Теме Рабье соответствует подпись: «Ты сам, конечно, понимаешь, такую рыбу не поймаешь» — и всё. Но как отношение художника изменило эту тему и сразу сделало её близкой ребёнку! На третьем рисунке, прибавленном и придуманном Радловым, карп приносит муху своим голодным карпятам. И сразу всё стало по-другому. Карп — уже не хитрый обжора, а заботливая рыбья мать, и смех ребёнка над тремя рисунками Радлова существенно отличается от того, каким он смеялся бы над двумя рисунками Рабье».

## В мультипликации
- На рисунках из книги основан первый выпуск детского мультипликационного киножурнала «Светлячок № 1» 1960 года (состоит из мини-сюжетов «Шла курочка с цыплятами», «Ловкий щенок», «Медведь и черепахи», «Прогулка», «Храбрый лягушонок» и «Про мышонка»).